# Riccardo Illy
Riccardo Illy (nacido en Trieste, Italia el 24 de septiembre de 1955) es un político italiano, expresidente de la Junta Regional de la región autónoma Friuli-Venecia Julia, (Italia).
Hijo de Ernesto Illy, industrial de café, y de Anna Rossi Illy.
En 1993 sería elegido alcalde de Trieste, cargo para el cual fue reelegido en 1997.
Fue elegido diputado por Trieste en 2001.
En 2005 fue elegido presidente de la Asamblea de las Regiones Europeas, organismo que agrupa los representantes de 250 regiones, pertenecientes a 30 países y a 12 organizaciones interregionales.
| Predecesor: Renzo Tondo | Presidente de Friuli-Venecia Julia 2003 - 2008 | Sucesor: Massimiliano Frediga |